# Men Are Such Fools (1932)
Men Are Such Fools é um filme de drama produzido nos Estados Unidos em 1932, dirigido por William Nigh e lançado pela RKO Pictures em 11 de novembro de 1932.